# Les Tavernes (Vaud)
Pour les articles homonymes, voir Les Tavernes et Taverne.
Les Tavernes est une localité et une ancienne commune suisse du canton de Vaud, située dans le district de Lavaux-Oron.

## Histoire
"Jusqu'au XVIe siècle, ce village s'appelait  Froideville, soit Freydevillaz devant Haut-Crêt. En 1542 LL. EE. de Berne accordèrent le droit de taverne aux frères Claude et Loys Manigley, pour leur maison sise sur la route qui tend à Lavaux  et à Lausanne en traversant le Jorat, sous le cens annuel de trois sols bons lausannois et à condition qu'ils seraient tenus d'acheter annuellement de LL. EE., quand toutefois il leur plaira d'en vendre, une quantité de dix muids de leur bon vin de Désaley, de Burignon et de Belmont, au prix de vente ordinaire. Cette taverne a, dans la suite, fait changer le nom de la commune."
La commune a fusionné, le 1er janvier 2012, avec celles de Bussigny-sur-Oron, Châtillens, Chesalles-sur-Oron, Écoteaux, Les Thioleyres, Oron-le-Châtel, Oron-la-Ville, Palézieux et Vuibroye pour former la nouvelle commune d'Oron.
Sur son territoire ont été découvertes, en 2006, les ruines de l'abbaye cistercienne de Haut-Crêt qui est inscrite comme bien culturel suisse d'importance nationale.